# Супероболочка Щита
Супероболочка Щита (англ. Scutum supershell, GS 018-04+44) — сверхпузырь, находящийся в созвездии Щита на границе созвездия Стрельца. Внутреннее пространство оболочки заполнено, в основном, нейтральным водородом (H I). Считается, что он был образован после взрыва одной или нескольких сверхновых в комбинации с мощным звёздным ветром от группы массивных звёзд.
Оболочка отступает от галактического экватора на 6°—7° и простирается на 5° в диаметре. Измерения радиальной скорости (44 км/с) дают оценку расстояния до оболочки в 3—4 килопарсека; принимая среднее значение из этого промежутка, при таких размерах реальный диаметр оболочки можно оценить цифрой в 300 пк, таким образом, она располагается в рукаве Центавра. Ближняя к галактическому экватору граница оболочки (≈5°) практически отсутствует, в то время как противоположная граница (простирающася вплоть до 12°) является сильным источником радиоизлучения, это указывает на массивный выброс вещества из галактического диска в область гало. Наблюдаемая эмиссия в H-альфа и рентгеновском диапазонах подтверждает гипотезу о существовании в этой области достаточно мощных источников, способных обеспечить процесс ионизации.
В направлении супероболочки Щита располагается звезда HD 177989, голубой гигант спектрального класса B0III и видимой звёздной величины 9,34m. Эта звезда находится в 4900 пк от Солнца (а также в 4300 пк от центра Галактики и в 1000 пк в стороне от галактического диска), таким образом, она располагается позади супероболочки Щита. Исследование спектра этой звезды показало наличие сильного поглощения излучения ионизированным газом облака, связанного с оболочкой.